# Mariánský sloup (Žamberk)
Mariánský sloup v Žamberku je barokní morový sloup na Masarykově náměstí v Žamberku v okrese Ústí nad Orlicí.

## Historie
Zadavatelem stavby byla rodina Melnických, která v okolí přes jedno století ovlivňovala svými stavbami a sakrálními výtvory barokní charakter Podorlicka. Na obraze města Žamberka z roku 1712, který je ve sbírkách Městského muzea Žamberk je toto sousoší vyobrazeno, což znamená že sloup musel být postavený již před rokem 1712. Autor sousoší je neznámý, uvažuje se však o Janu Václavu Hayslerovi, který roku 1726 vytvořil další žamberskou Immaculatu na dnešním Jiráskově náměstí.

## Popis
Na vrcholu pískovcového sloupu stojí na zeměkouli s hadem socha Panny Marie Immaculaty s lilií, podstavec s balustrádou je bohatě zdoben postavami světců.
Na rozích podstavce jsou:
- Svatý Florián
- Svatý Václav
- Svatý  Jan Nepomucký
- Svatý Vavřinec

V nikách jsou: 
- Svatá Anna
- Svatý Antonín Paduánský
- Svatý Felix
- Svatý Roch

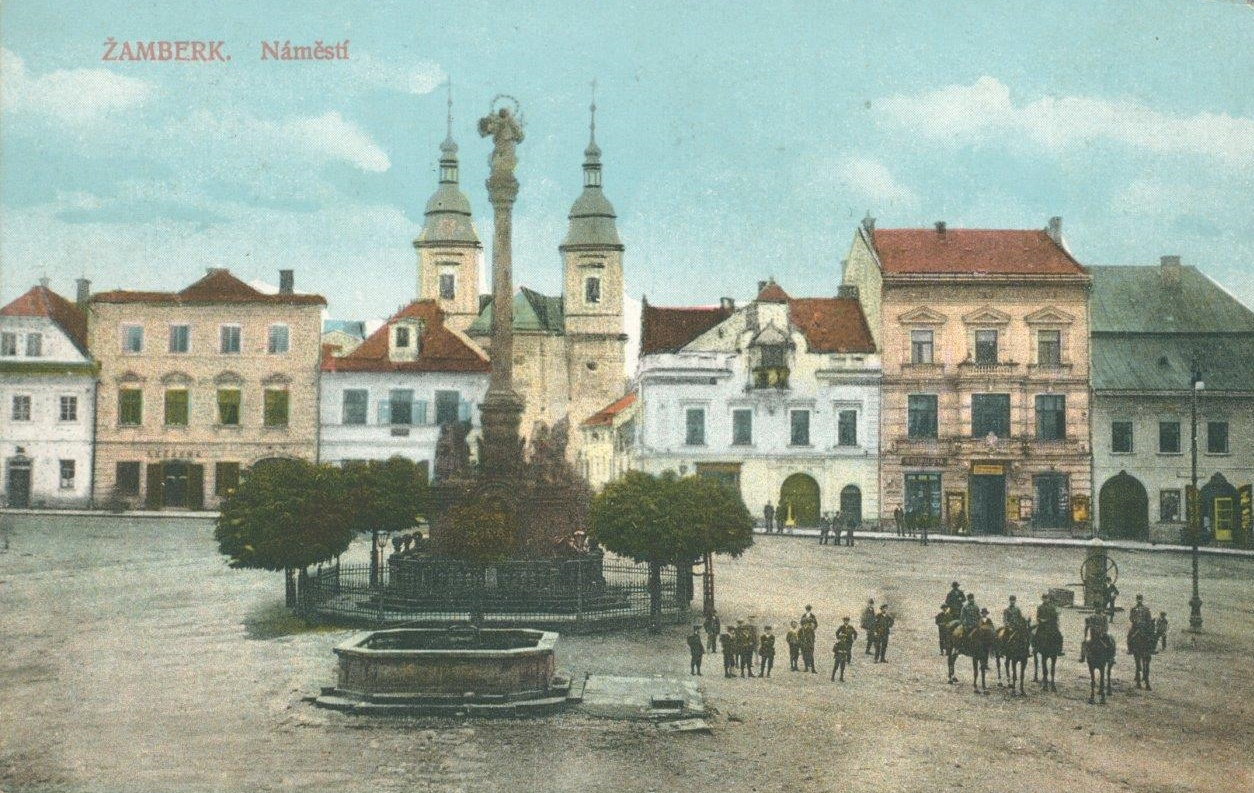
Mariánský sloup na náměstí T.G. Masaryka v Žamberku, kolem roku 1900

V kartuších na podstavci jsou dva nápisy připomínající opravy sloupu koncem 19. a ve 20. století (1885, 1886, 1937). Roku 1996 byl sloup restaurován.